# Céramidase
Une céramidase est une hydrolase clivant les acides gras des céramides pour libérer la sphingosine, qui est ensuite phosphorylée en sphingosine-1-phosphate par la sphingosine kinase.